# 豊田淳 (子役)
豊田 淳（とよだ まこと、1990年7月17日 - ）は、日本の元子役。

## 来歴・人物
- 1990年代半ばから2000年代初頭にかけて子役として活躍。
- 活動当時の所属事務所は劇団東俳[1]であった。
- NHK教育制作の児童向けドラマシリーズと接点が深く、特に2000年度版『さわやか3組』では1年間主人公・内田桂の役でレギュラー出演を果たした。

## 出演作品

### テレビドラマ[2]
- 猫と庄造と二人のおんな（TX,1996年3月20日）
- 君の手がささやいている 第1章（ANB, 1997年12月15日）
- 虹色定期便 第3シリーズ 第8話（NHK教育,1999年8月25日）- 植島 竹造(少年時代) 役
- 笑ゥせぇるすまん 第3話（ANB,1999年7月10日）
- 月下の棋士 第8話（ANB, 2000年3月5日）
- さわやか3組 2000年版（NHK教育, 2000年4月12日 - 2001年3月7日）- 内田 桂(ジャクソン) 役　※主演・レギュラー出演
- はみだし刑事情熱系 第5シリーズ 第24回（ANB, 2001年3月28日）
- さわやか3組 2001年版 第10話（NHK教育, 2001年10月3日）

### テレビCM
- 任天堂・PlayStation「モンスターファーム」（2001年）[1]